# House of the Dead
House of the Dead är en amerikansk-kanadensisk-tysk långfilm från 2003 i regi av Uwe Boll, med Jonathan Cherry, Tyron Leitso, Clint Howard och Ona Grauer i rollerna.

## Handling
Ett gäng ungdomar som åker till en ö för en ravefest, men det visar sig att ön kryllar av zombies, så därför får ungdomarna göra sitt bästa för att skjuta och överleva.
På ställen lite här och var har det lagts in bitar från datorspelet House of the Dead.

## Rollista
| Jonathan Cherry | – Rudy     |
| Tyron Leitso    | – Simon    |
| Clint Howard    | – Salish   |
| Ona Grauer      | – Alicia   |
| Ellie Cornell   | – Casper   |
| Will Sanderson  | – Greg     |
| Enuka Okuma     | – Karma    |
| Kira Clavell    | – Liberty  |
| Sonya Salomaa   | – Cynthia  |
| Michael Eklund  | – Hugh     |
| David Palffy    | – Castillo |
| Jürgen Prochnow | – Kirk     |
| Steve Byers     | – Matt     |
| Erica Durance   | – Johanna  |
| Birgit Stein    | – Lena     |